# Kallur, Sindhnur
Kallur là một làng thuộc tehsil Sindhnur, huyện Raichur, bang Karnataka, Ấn Độ.